# ارتش هفتم (ورماخت)
لشکر هفتم ورماخت (به آلمانی:7. Armee / Armeeoberkommando 7) یکی از لشکرهای وابسته به ارتش آلمان نازی (ورماخت) در جنگ جهانی دوم بود.

## فرماندهان
- فریدریش دلمان
- پل هاوسر
- هاینریش ابرباخ
- اریش براندنبرگر
- هانس فلبر
- هانس فون اوبستفلدر